# Is This Love (chanson de Earth)
Pour les articles homonymes, voir Is This Love.
Singles de EARTH
Your Song
(2000) Make Up Your Mind
(2001)
 Is This Love   est le quatrième single du groupe féminin de J-pop EARTH, sorti le 7 février 2001 au Japon sur le label Sonic Groove, trois mois seulement après le précédent single du groupe, Your Song. Il est cette fois écrit et produit par Hiroaki Hayama, claviériste de Tourbillon. Il atteint la 13e place du classement Oricon, et reste classé pendant huit semaines.
C'est un maxi-single contenant cinq titres : deux chansons et leurs versions instrumentales, ainsi qu'une version remixée supplémentaire de la chanson-titre. Celle-ci a été utilisée comme générique d'ouverture du drama télévisé Joshi Ana, et figurera sur l'album Bright Tomorrow qui sort le mois suivant.

## Liste des titres
1. Is This Love
2. Communication
3. Is This Love (Step'n Bass mix)
4. Is This Love (instrumental)
5. Communication (instrumental)